# Liste der Botschafter der Vereinigten Staaten in São Tomé und Príncipe

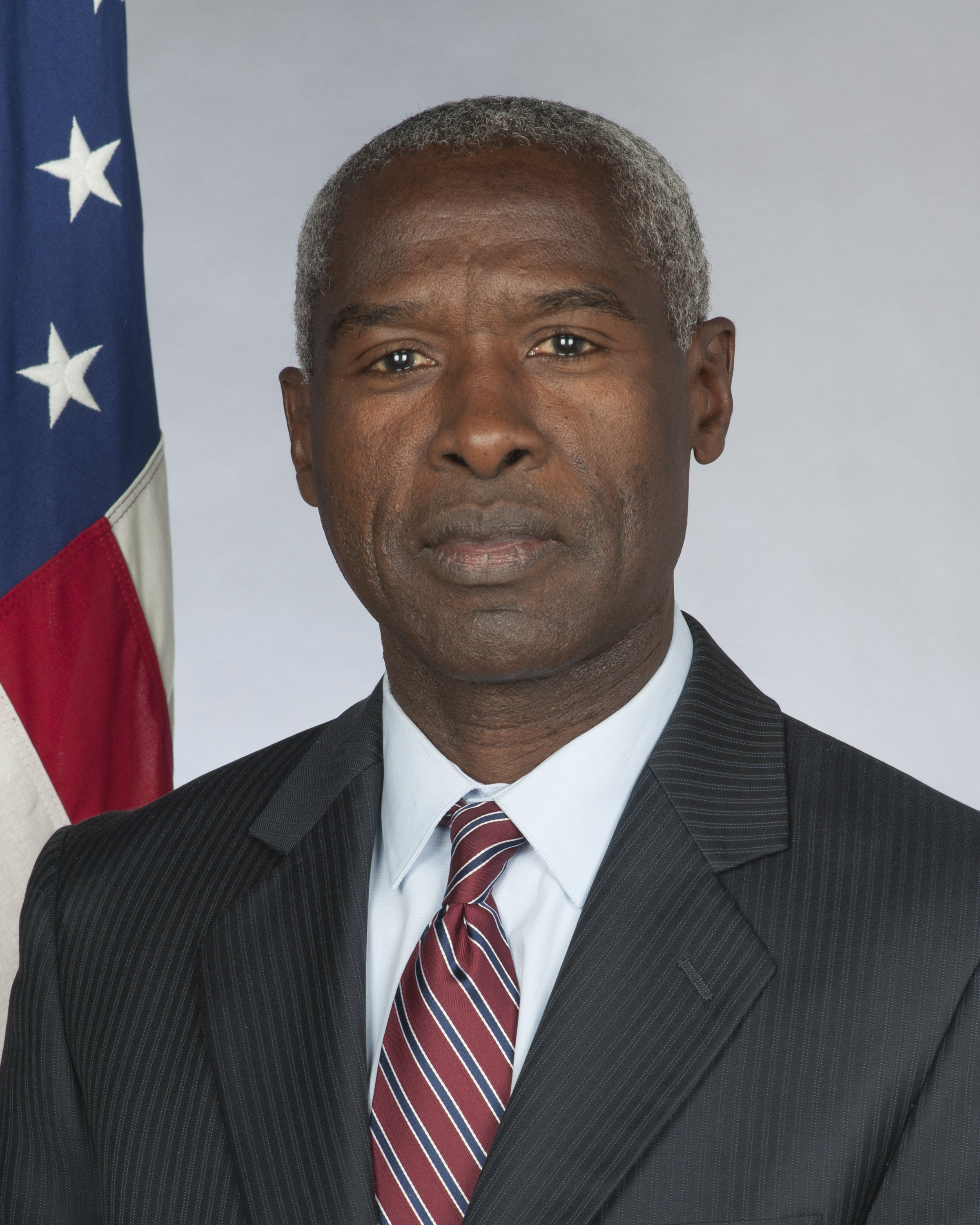
Tulinabo S. Mushingi

Der Botschafter der Vereinigten Staaten von Amerika in São Tomé und Príncipe ist der Botschafter der Vereinigten Staaten von Amerika in São Tomé und Príncipe. Von 1976 bis 2019 war der Botschafter in Gabun akkreditiert, seit 2022 in Angola.

## Botschafter
| Amtszeit  | Name                      | Bemerkung                                                |
| --------- | ------------------------- | -------------------------------------------------------- |
| 1976–1977 | Andrew Lee Steigman       | Seit 1975 akkreditiert in Gabun                          |
| 1978–1981 | Arthur T. Tienken         | Auch akkreditiert in Gabun                               |
| 1982–1984 | Francis Terry McNamara    | Auch akkreditiert in Gabun                               |
| 1984–1987 | Larry C. Williamson       | Auch akkreditiert in Gabun                               |
| 1987–1989 | Warren Clark Jr.          | Auch akkreditiert in Gabun                               |
| 1989–1992 | Keith Leveret Wauchope    | Auch akkreditiert in Gabun                               |
| 1992–1995 | Joseph Charles Wilson IV  | Auch akkreditiert in Gabun                               |
| 1995–1998 | Elizabeth Raspolic        | Auch akkreditiert in Gabun                               |
| 1998–2001 | James Vela Ledesma        | Auch akkreditiert in Gabun                               |
| 2001–2002 | Thomas Frederick Daughton | Chargé d’Affaires ad interim, auch akkreditiert in Gabun |
| 2002–2004 | Kenneth Price Moorefield  | Auch akkreditiert in Gabun                               |
| 2004–2007 | R. Barrie Walkley         | Auch akkreditiert in Gabun                               |
| 2007–2010 | Eunice S. Reddick         | Auch akkreditiert in Gabun                               |
| 2010–2013 | Eric D. Benjaminson       | Auch akkreditiert in Gabun                               |
| 2014–2018 | Cynthia Helen Akuetteh    | Auch akkreditiert in Gabun                               |
| 2018–2019 | Joel Danies               | Auch akkreditiert in Gabun                               |
| 2022–     | Tulinabo S. Mushingi      | Auch akkreditiert in Angola                              |